# Fase di Chevrel
Le fasi di Chevrel sono una serie di composti ternari del molibdeno caratterizzati dal possedere la generica formula chimica MxMo6X8, un cluster dove M è un metallo e X rappresenta un calcogeno (zolfo, selenio o tellurio). Furono originariamente riportate da R. Chevrel, M. Sergent e J. Prigent nel 1971. Rientrano nelle fasi di Chevrel anche i composti binari del tipo Mo6X8 e quelli cosiddetti pseudobinari del tipo Mo6-xMxX8.
Le fasi di Chevrel sono note per le loro proprietà di superconduttori: diversi composti appartenenti a questa classe possiedono valori relativamente elevati della temperatura di transizione, tra cui PbMo6S8 presenta un valore di tale temperatura pari a 14 K e un valore del campo critico superiore  (Hc2) pari a 600 kG.

## Struttura chimica
L'unità Mo6X8 consiste di un cluster ottaedrico formato da sei atomi di molibdeno circondati dagli otto atomi di calcogeno disposti in modo da formare un cubo distorto. All'interno della struttura prodotta dalla disposizione stratificata di queste unità sono presenti dei canali in cui è possibile aggiungere altri atomi metallici, formando in questo modo i composti ternari.
Molte delle proprietà fisiche delle fasi di Chevrel sono legate al numero di elettroni per atomo di molibdeno presente nel cluster. Questa caratteristica, che in ultima analisi influenza la banda di valenza del relativo composto, viene comunemente espressa tramite la VEC (dall'inglese valence electron concentration): la VEC è ottenuta sommando gli elettroni di valenza degli atomi metallici e di quelli di molibdeno, sottraendo a tale risultato il numero di elettroni richiesti dai calcogeni per riempire il loro ottetto e infine dividendo questo valore ottenuto per il numero di atomi di molibdeno presenti. Per le fasi di Chevrel il valore della VEC è compreso tra 3,3 (per composti quali Mo6Se8) e 4 (per composti del tipo MxMo6Se8).